# Міжнародна комісія із зоологічної номенклатури
Міжнародна комісія із зоологічної номенклатури (англ. International Commission of Zoological Nomenclature, ICZN) — наукова організація зоологів-систематиків, створена в 1895 році для впорядкування правил іменування тварин.

## Історія
Сьогодні наукова література містить описи приблизно мільйона видів тварин. Крім того, щорічно зоологи відкривають і описують понад 2000 нових родів і 15 000 нових для науки видів. Для уникнення хаосу в їх найменуванні необхідна було міжнародна організація для вироблення загальних правил.
Міжнародна комісія із зоологічної номенклатури була створена на третьому міжнародному зоологічному конгресі в Лейдені (1895), з метою «досягнення стабільності і сенсу в науковому поименуванні тварин» («achieving stability and sense in the scientific naming of animals»). Вона функціонує донині. Завдяки діяльності першої міжнародної комісії було розроблено міжнародні правила зоологічної номенклатури, прийняті в 1901 році і офіційно опубліковані в 1905 році трьома мовами: німецькою, англійською та французькою. Їх наступні видання, починаючи з 1961 року, відомі під назвою Міжнародний кодекс зоологічної номенклатури. Друге видання вийшло в 1964 р., третє — в 1985 р. З 1 січня 2000 року діють правила, прийняті в 1999 році в 4-му виданні Кодексу.

## Склад
В даний час до складу Міжнародної комісії з зоологічної номенклатури входять 28 членів з 20 країн, головним чином практикуючі таксономісти — зоологи. Робота Комісії підтримується невеликим Секретаріатом, що базуються в Лондоні при Музеї природної історії (англ. Natural History Museum, London) і фінансується Міжнародним трестом зоологічної номенклатури (англ. International Trust for Zoological Nomenclature, ITZN).
Крім видання Кодексів, комісія діє як судді, у спірних випадках виносячи свої рішення по поданих запитах зоологів. Ці рішення публікуються в щомісячному бюлетені Bulletin of Zoological Nomenclature.
Комісія працює під егідою Міжнародного союзу біологічних наук (англ. International Union of Biological Sciences, IUBS) і її члени обираються анонімно зоологами протягом Генеральних Асамблей IUBS під час деяких міжнародних конгресів.

## Ресурси Інтернету
- International Code of the Zoological Nomenclature (Четверте видання, 2000) (англ.)
- Міжнародний кодекс зоологічної номенклатури.  Видання четверте. Прийнято Міжнародним союзом біологічних наук: Пер. з англ. і фр. — СПб., 2000. — 221 c.